# Polyalthia verrucipes
Polyalthia verrucipes C.Y. Wu ex P.T. Li – gatunek rośliny z rodziny flaszowcowatych (Annonaceae Juss.). Występuje naturalnie w południowo-schodnich Chinach – w południowej części Junnanu. 

## Morfologia
PokrójZimozielone drzewo dorastające do 12 m wysokości. Kora ma ciemnoszarą barwę.
LiścieMają kształt od podłużnego do podłużnie lancetowatego. Mierzą 10–16,5 cm długości oraz 2,5–5 cm szerokości. Nasada liścia jest od klinowej do rozwartej. Blaszka liściowa jest o spiczastym wierzchołku. Ogonek liściowy jest nagi i dorasta do 3–7 mm długości.
OwocePojedyncze mają jajowaty kształt, zebrane w owoc zbiorowy. Są nagie, osadzone na szypułkach. Osiągają 20–25 mm długości i 10–15 mm szerokości.

## Biologia i ekologia
Rośnie w gęstych lasach. Występuje na wysokości od 1000 do 1900 m n.p.m. Kwitnie w marcu, natomiast owoce dojrzewają od kwietnia do lipca.